# Carlos Pellicer Vázquez
 (septembre 2014).
Si vous disposez d'ouvrages ou d'articles de référence ou si vous connaissez des sites web de qualité traitant du thème abordé ici, merci de compléter l'article en donnant les références utiles à sa vérifiabilité et en les liant à la section « Notes et références ».
Carlos Pellicer Vázquez, né le 12 mai 1944 à La Corogne (Galice, Espagne), est un footballeur espagnol qui jouait au poste d'attaquant.

## Biographie
Carlos Pellicer commence sa carrière en 1964 dans le club de sa ville natale, le Deportivo La Corogne. 
En 1967, il est recruté par le FC Barcelone. Il joue la finale perdue de Coupe d'Europe des vainqueurs de coupe en 1969. Il reste à Barcelone jusqu'en 1970. 
Il passe ensuite dans les rangs du Valence CF jusqu'en 1973. En 1973, il signe avec Levante UD. En 1974, il met un terme à sa carrière de joueur.